# Stylinodon mirus
Lo stilinodonte (Stylinodon mirus) è un mammifero estinto, appartenente ai teniodonti. Visse nell'Eocene medio (circa 50 - 40 milioni di anni fa) e i suoi resti fossili sono stati ritrovati in Nordamerica.

## Descrizione
Questo strano mammifero era un animale massiccio dal corpo vagamente simile a quello di un oritteropo, dotato però di una testa corta e alta, completamente diversa da quella di qualunque mammifero attuale. Le dimensioni di Stylinodon potevano raggiungere quelle di un piccolo orso.

### Cranio
La specializzazione più curiosa di questo animale riguardava il cranio: questo era corto e alto, con mascelle profonde e robustissime (in particolare la mandibola, estremamente alta), e poteva superare i 25 centimetri di lunghezza. Il cranio di Stylinodon non è completamente conosciuto, ma doveva essere molto simile a quello dell'affine Ectoganus, leggermente più antico, anche se le specializzazioni erano portate all'estremo. La dentatura aveva caratteristiche uniche. Gli incisivi erano quasi del tutto assenti (era presente una sola coppia, sia nella mascella che nella mandibola), e al loro posto i canini si erano trasformati in enormi "scalpelli" senza radici, adatti a rodere. I molari, estremamente robusti, erano a corona alta (ipsodonti). Lo smalto dentario era presente solo sotto forma di una sottile banda.

### Scheletro postcranico
Le vertebre cervicali erano dotate di centri vertebrali molto corti. Il cinto scapolare era potentissimo. Le zampe anteriori erano lunghe e robuste, ed erano caratterizzate da un omero davvero notevole, con grandi aree per l'inserzione di potenti muscoli, in particolare sulla cresta deltoide. Era presente un forame entepicondilare. L'ulna era molto più robusta rispetto al radio, e l'olecrano era estremamente sviluppato. Le ossa del carpo erano anch'esse robuste: il semilunare e il capitato erano molto ingranditi. Il primo e il quinto metacarpo erano molto ridotti, ma le altre tre dita erano molto sviluppate ed è probabile che fossero dotate di potenti artigli. Gli artigli, conosciuti nelle zampe posteriori, erano molto potenti e compressi lateralmente. Si suppone quindi che negli arti anteriori queste caratteristiche fossero maggiormente accentuate, dal momento che Stylinodon era senza dubbio un animale scavatore. 

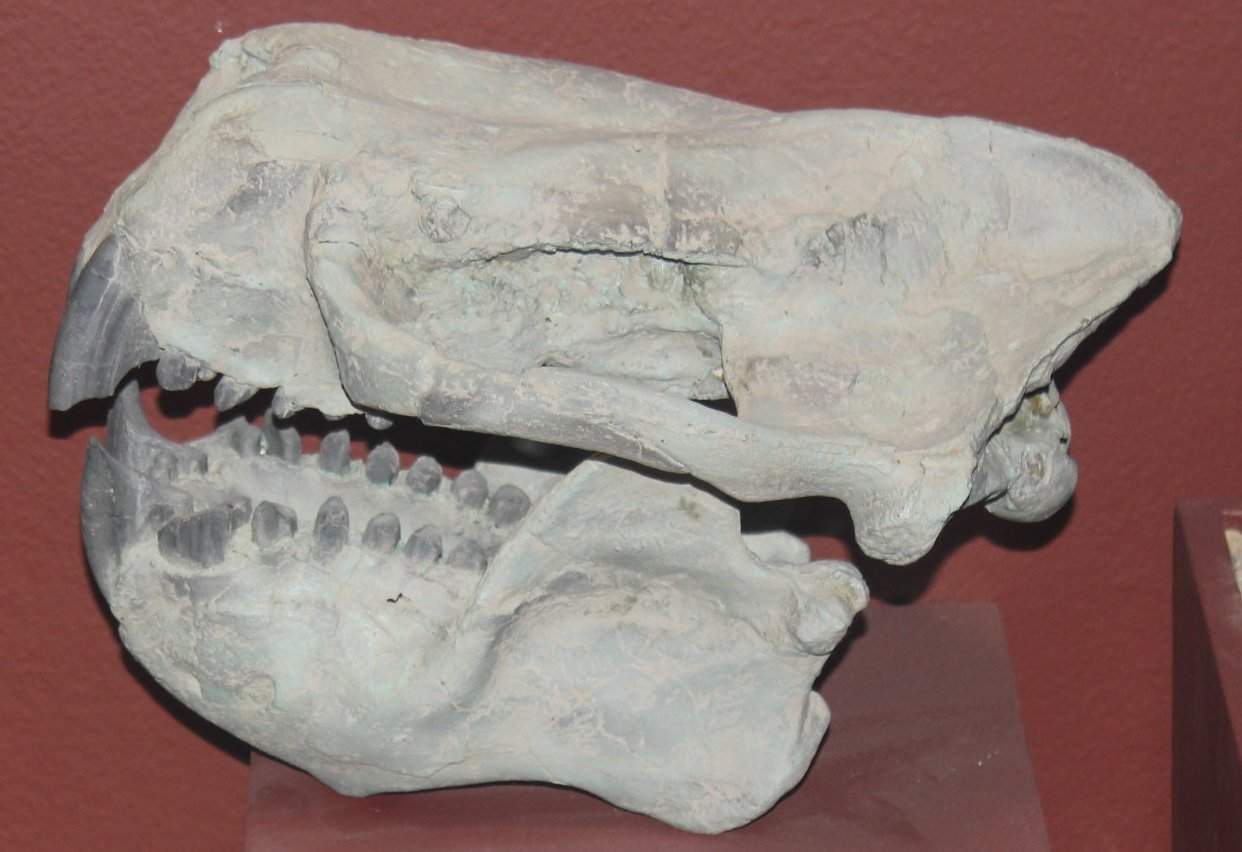
Cranio di Stylinodon mirus

## Classificazione
Stylinodon mirus venne descritto per la prima volta da Othniel Charles Marsh nel 1874, sulla base di resti fossili ritrovati in Wyoming, in terreni dell'Eocene medio. Altri fossili sono stati in seguito rinvenuti in Colorado, Texas e Utah. Stylinodon è il membro più famoso dei tenoiodonti, un gruppo di mammiferi arcaici che svilupparono notevoli specializzazioni per quanto riguarda la dentatura e lo scheletro degli arti. Stylinodon è anche il genere eponimo degli stilinodontidi, la famiglia più specializzata di teniodonti, comprendente forme di grossa taglia e dalla dentatura eccezionalmente sviluppata. In particolare, Stylinodon è considerato il membro più derivato del gruppo e anche l'ultimo teniodonte noto. Assai simile era Ectoganus, di poco anteriore e probabilmente vicino all'origine di Stylinodon.

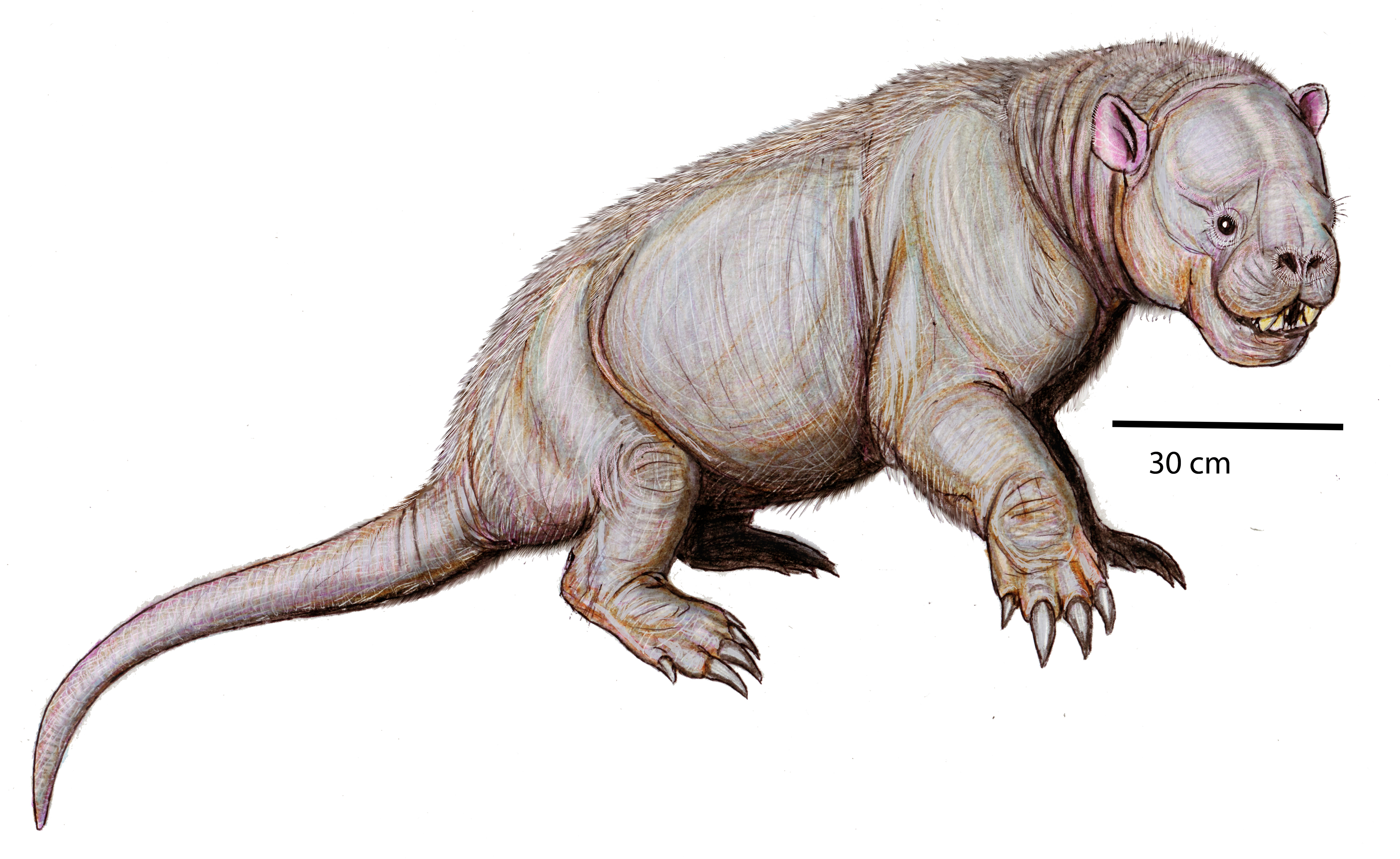
Ricostruzione di Stylinodon mirus

## Paleoecologia

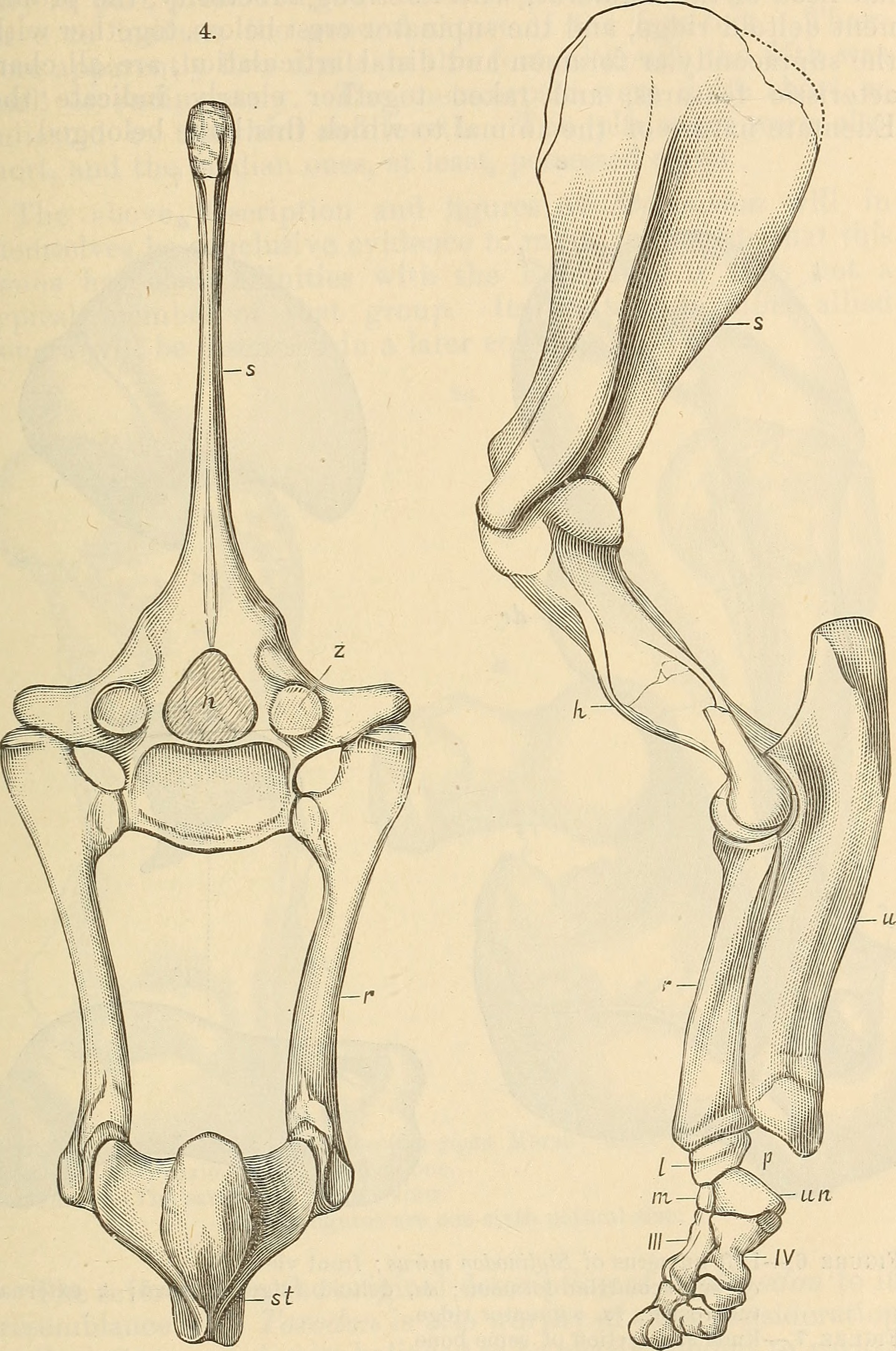
Prima vertebra dorsale con costole e sterno (fig.4) e zampa anteriore sinistra (fig. 5) di Stylinodon mirus

Con tutta probabilità lo stilinodonte si aggirava nei boschi eocenici alla ricerca di tuberi e radici con cui nutrirsi, che dissoterrava grazie alle potentissime zampe anteriori dotate di artigli e che sminuzzava grazie alla notevole dentatura. L'aspetto possente e i temibili artigli dovevano essere strumenti deterrenti particolarmente efficaci nei confronti dei primitivi predatori come Mesonyx.